# أبو عثمان النهدي
أبو عثمان النهدي تابعي بصري، وأحد رواة الحديث النبوي.

## سيرته
ينتمي أبو عثمان عبد الرحمن بن مل بن عمرو بن عدي بن وهب إلى بني نهد بن زيد، وهم بطن من قضاعة. وقد أسلم أبو عثمان في عهد النبي محمد، ولكنه ولم يره، وأدى الزكاة إلى عُمّال النبي محمد الذين كان يرسلهم إلى قبيلته لجمع الزكاة ثلاث مرات، فهو بذلك أدرك عصري الجاهلية وصدر الإسلام. وقد انتقل أبو عثمان إلى المدينة المنورة في خلافة عمر بن الخطاب، ثم انطلق في البعوث التي شهدت الفتوحات الإسلامية، فشارك في الفتح الإسلامي للشام، وشهد فيه معركة اليرموك، كما شارك في فتوح العراق وفارس حيث شهد القادسية وجلولاء وتستر ونهاوند وأذربيجان، وكان هو البشير الذي أُرسل إلى عمر بفتح نهاوند.
بعد الفتوحات، سكن أبو عثمان الكوفة، ودرس على يد علمائها، ولازم سلمان الفارسي 12 سنة. إلا أنه تحوّل إلى البصرة، بعد مقتل الحسين في كربلاء. اجتهد أبو عثمان في العبادة، وكان يُحسن قراءة القرآن، وقد أكثر من الحج والعمرة فجاوزت الستين، وكان قبلها قد حجّ في الجاهلية مرتين.
وقد عمّر أبو عثمان طويلاً، وتوفي نحو سنة 95 هـ أو 100 هـ في البصرة، وقد جاوز عمره 130 سنة.

## روايته للحديث النبوي
- روى عن: عمر بن الخطاب وعلي بن أبي طالب وعبد الله بن مسعود وأبي بن كعب وبلال بن رباح وسعد بن أبي وقاص وسلمان الفارسي وحذيفة بن اليمان وأبي موسى الأشعري وأسامة بن زيد وسعيد بن زيد وأبي هريرة وعبد الله بن عباس[3] وأنس بن جندل وجابر بن عبد الله بن عمرو بن حرام وجندب بن كعب وحنظلة الكاتب وزهير بن عمرو الهلالي وزياد بن أبي سفيان وزيد بن أرقم وطلحة بن عبيد الله وعامر بن مالك وعبد الله بن عامر[2] وعبد الله بن عمر بن الخطاب وعبد الله بن عمرو بن العاص وعبد الرحمن بن أبي بكر وعمرو بن العاص وعمران بن حصين وقبيصة بن مخارق ومجاشع بن مسعود السلمي وأخيه مجالد بن مسعود السلمي ومطرف بن عوف وأبي برزة الأسلمي وأبي بكرة الثقفي وأبي سعيد الخدري وعائشة بنت أبي بكر وأم سلمة.[8]
- روى عنه: قتادة بن دعامة وعاصم بن سليمان الأحول وحميد الطويل وسليمان بن طرخان التيمي وأيوب السختياني وداود بن أبي هند وخالد الحذاء وعمران بن حدير وعلي بن زيد بن جدعان والحجاج بن أبي زينب الواسطي[3] وثابت البناني وجعفر بن ميمون الأنماطي وحنان الأسدي وسعيد الجريري والضحاك بن يسار وأبو السليل ضريب بن نقير وأبو تميمة طريف بن مجالد الهجيمي وعباس الجريري وأبو نعامة عبد ربه السعدي وأبو طالوت عبد السلام بن شداد وعبد الكريم بن رشيد البصري وعثمان بن غياث وعطاء بن عجلان وعمارة بن أبي حفصة وعوف الأعرابي وعون بن أبي شداد وفائد أبو العوام الجزار[8] وموسى أبو العلاء القيني البصري وميمون الكردي والنزال بن عمار ولاحق بن حميد وأبو التياح يزيد بن حميد وأبو حبيب يزيد بن أبي صالح المروزي وأبو شمر الضبعي.[4]
- الجرح والتعديل: قال عنه أبو حاتم الرازي: «كان ثقة ، وكان عريف قومه»،[3][5] وقد وثّقه علي بن المديني[3][4] وأبو زرعة الرازي[3][5] والنسائي وعبد الرحمن بن يوسف بن خراش[5] وابن سعد،[7] كما روى له الجماعة.[9]